# Oscar Sala
Oscar Sala  (* 26. März 1922 in Mailand; † 2. Januar 2010 in São Paulo) war ein italienisch-brasilianischer experimenteller Teilchen- und Kernphysiker.
Sala machte 1943 seinen Abschluss in Physik an der Universität São Paulo, an der er Schüler von Gleb Wataghin und Giuseppe Occhialini war. Die Gruppe befasste sich damals mit experimenteller Teilchenphysik an kosmischer Höhenstrahlung. Er wurde Assistent bei Marcelo Damy de Souza Santos (1914–2009) und später Professor am Institut für Physik der Universität von São Paulo (Instituto de Física da Universidade de São Paulo). 1946 ging er als Rockefeller Stipendiat in die USA an die University of Illinois und dann an die University of Wisconsin–Madison. Er lernte dort den Bau von Teilchenbeschleunigern für die Kernforschung und baute nach der Rückkehr nach São Paulo einen großen Van-de-Graaff-Generator und später ein Pelletron. 1970 bis 1979 und 1983 bis 1987 leitete er die Abteilung Kernphysik.
Er war einer der Gründer der Stiftung FAPESP (Fundação de Amparo à Pesquisa do Estado de São Paulo), die die Forschung im Staat São Paulo förderte, und 1959 bis 1965 deren wissenschaftlicher Leiter. Außerdem war er Mitglied der Academia Brasileira de Ciências (Brasilianische Akademie der Wissenschaften), der Third World Academy of Sciences und der American Academy of Arts and Sciences (1988). Er war Präsident der Sociedade Brasileira para o Progresso da Ciência (Brasilianische Gesellschaft für den Fortschritt der Wissenschaft). 1968 bis 1971 war er Präsident der Sociedade Brasileira de Física (Brasilianische Physikalische Gesellschaft). 1994 wurde ihm das Großkreuz des Ordem Nacional do Mérito Científico verliehen.